# Королёв, Николай Степанович
Николай Степанович Королёв (22 мая 1921, Катышево, Владимирская губерния — 27 ноября 1943, Радомышльский район, Житомирская область) — старшина Рабоче-крестьянской Красной Армии, участник Великой Отечественной войны, Герой Советского Союза (1944).

## Биография
Родился 22 мая 1921 года в деревне Катышево (ныне — Муромский район Владимирской области). Окончил неполную среднюю школу, затем Муромское педагогическое училище, после чего работал учителем в Актюбинской области Казахской ССР. В 1939 году был призван на службу в Рабоче-крестьянскую Красную Армию. С июня 1941 года — на фронтах Великой Отечественной войны. Принимал участие в боях на Юго-Западном, Центральном, Воронежском, 1-м Украинском фронтах, два раза был ранен. К октябрю 1943 года гвардии старшина Николай Королёв был комсоргом 3-го батальона 8-го гвардейского воздушно-десантного полка 3-й гвардейской воздушно-десантной дивизии 60-й армии Воронежского фронта. Отличился во время битвы за Днепр.
2 октября 1943 года в составе своего полка переправился через Днепр в районе села Сухолучье к северу от Киева и захватил плацдарм на его западном берегу. Противник предпринял против полка ряд ожесточённых контратак. 5 октября, когда создалось критическое положение на левом фланге, со своим пулемётом выдвинулся туда. Благодаря его меткому огню были отражены три контратаки противника. 6 октября немецкие войска вновь контратаковали пехотными частями при поддержке артиллерии и авиации, но он нанёс им большие потери и заставил отступить.
27 ноября 1943 года погиб в бою. Похоронен в селе Толстое Радомышльского района Житомирской области Украины.
Представлен к награждению званием Героя Советского Союза за героизм при форсировании Днепра. Указом Президиума Верховного Совета СССР «О присвоении звания Героя Советского Союза генералам, офицерскому, сержантскому и рядовому составу Красной Армии» от 10 января 1944 года за «образцовое выполнение боевых заданий командования на фронте борьбы с немецко-фашистскими захватчиками и проявленные при этом отвагу и геройство» удостоен посмертно звания Героя Советского Союза. Также посмертно был награждён орденом Ленина.